# Hernán Medford
Hernán Evaristo Medford Bryan (San José, 23 de maio de 1968) é um ex-futebolista e treinador da Costa Rica.

## Carreira

### Clubes
Além de defender o Deportivo Saprissa nacionalmente, atuou em ligas diversas como a extinta iugoslava (pelo Dínamo Zagreb), na austríaca (pelo Rapid Viena), italiana (Foggia) e mexicana (onde atuou, entre outros, pelo Pachuca).

## Seleção

### Copa de 1990
Medford estreou pela Costa Rica em 1987 e jogou a Copa do Mundo de 1990, onde marcou, na última rodada da primeira fase, o gol da vitória de virada contra a Suécia aos 43 minutos do segundo tempo. A equipe passaria às oitavas-de-final, onde seria eliminada pela Tchecoslováquia.

### Copa de 2002
Medford jogou também a Copa do Mundo de 2002, sendo entre os jogadores o único remanescente da equipe de 1990; a seleção era comandada por seu ex-colega daquele mundial Alexandre Guimarães.

## Treinador
Após o mundial, jogou no Saprissa sua última temporada como jogador, passando a ser técnico da equipe na temporada posterior. Em 2006, tornou-se o novo técnico da Seleção Costarriquenha, sucedendo Guimarães.